# 長鬚奈氏鱈
長鬚奈氏鱈，為輻鰭魚綱鱈形目鼠尾鱈科的其中一種。分布於大西洋區的馬德拉群島及墨西哥灣等海域，屬深海魚類，棲息深度在水深1440至1710公尺，本魚雙顎內具小齒寬帶，身體普通褐色，腹部的側面壁上淡藍色與腹部黑色。唇、鰓蓋薄膜與鰭黑色，體長可達40.5公分，生活習性不明。